# شجرة عائلة الأسرة المصرية السادسة عشر

## مقدمة
الأسرة السادسة عشرة المصرية (حوالي 1650–1580 ق.م) تشكل إحدى أسرات الفترة الانتقالية الثانية، وحكمت من طيبة في صعيد مصر موازاةً لحكم الهكسوس في الشمال؛ وقد استمرت نحو ستين إلى سبعين عامًا قبل انبثاق الأسرة السابعة عشرة التي وحدت البلاد مجددًا.

## السياق السياسي
رغم اتصاف الأسرة بعدم الاستقرار وتقلّب الملوك، فقد ظهرت في عهدها مؤشرات لتحالفات محلية في طيبة وأتباع لها في المدن العليا، ما ساعدهم على الصمود أمام ضغط الهكسوس لشمال مصر.

## شجرة الأسرة (تقريبية)
لا تستند شجرة الأسرة السادسة عشرة إلى علاقات نسب مؤكدة بقدر ما تستند إلى التسلسل الزمني للملوك المدوّن في بردية تورينو وبعض الأختام الملكية؛ فيما يلي قائمة بأبرز الملوك بترتيب حكمهم التقريبي:
```
1. Sekhemre Sementawy Djehuty  
2. Merankhre Mentuhotep VI  
3. Sewadjenre Nebiryraw I  
4. Semenre Nemtyemsaf II (Nebiryraw II)  
5. Seankhenre Mentuhotepi  
6. Nebirirrawet I  
7. [خلفاء قصار الأمد وأسماء تالفة حسب بردية تورينو]  

```

- Sekhemre Sementawy Djehuty: استعاد لقب “حاكم الوجهين” بعد سقوط الأسرة الرابعة عشرة، ويُرجّح أنه دامت فترة حكمه أقل من سنة.
- Merankhre Mentuhotep VI: خلف سابقه وحكم نحو عام واحد فقط، وتنبع معرفتنا به من ستلة وحيدة من طيبة تؤكد سيادته المحلية.
- Sewadjenre Nebiryraw I: أكثر الملوك استقرارًا في الأسرة، إذ امتد حكمه إلى نحو 26 عامًا وذكرت بردية تورينو هذا الرقم، ونُسب إليه عدد من الأختام الأثرية المكتشفة في قنا والفيوم.
- Semenre Nemtyemsaf II (Nebiryraw II): خلف Nebiryraw I، وحكم لعدة سنوات كما تظهر بردية تورينو، لكن المصادر لا تحدد مصيره بدقة.
- Seankhenre Mentuhotepi وNebirirrawet I: ظهرا في نهاية الأسرة، وسُجّلا في بردية تورينو وأختام متفرقة دون تفاصيل حول صلاتهما ببقية الملوك، مما يعكس التفتت السياسي آنذاك.

## إرث الأسرة
رغم قصر مدد حكم معظم ملوك الأسرة السادسة عشرة، فقد مهدت الفترة لعودة توحيد مصر بجهود الأسرة السابعة عشرة في طيبة، واحتفظت مجموعة من فرعائها ببعض النفوذ المحلي الذي تبنى لاحقًا في المعارضة للهيمنة الأجنبية.

## أنظر أيضًا
- قائمة ملوك مصر القديمة
- قائمة الأسر الملكية المصرية
- الأسرة المصرية السادسة عشر